# Radio Périgueux 103
Radio Périgueux 103 était une radio associative locale diffusant un programme de musique alternative et des chroniques thématiques centrées sur la ville de Périgueux et son agglomération. 

## Historique
Radio Périgueux 103 fut fondée par l'Association pour le Développement de la Communication en Périgord (ADCP) en 1981, alors que le paysage radiophonique français entre dans une période de profonde mutation due à la libéralisation des ondes et à l'introduction de milliers de « radios libres ». 
En juillet 1987, une convention d'action éducative conjointe est signée avec le collège Anne-Frank de Périgueux, afin de faire découvrir aux élèves le monde de la radio et de les initier aux techniques de prise de son.
En octobre 2007, la radio Périgueux 103 rejoint la Ferarock, mais aussi à la Fédération des radios associatives d'Aquitaine et au Rama (Réseau aquitain des musiques actuelles).
Le 7 mai 2012, alors que six salariés continuent à assurer les émissions, le tribunal de grande instance de Périgueux met en liquidation judiciaire l'ADPC. Les deux radios locales gérées par l'association, Radio Plaizance et Radio Périgueux 103, cessent définitivement d'émettre le 8 mai 2012 à minuit. Le matériel est vendu aux enchères,,.

## Programmation
Revendiquant une totale liberté de parole et un ton volontiers décalé, la station s'intéressait de près à la scène alternative de la région, contribuant à faire connaître des groupes en devenir. Gérée sur la fin par six salariés et une soixantaine de bénévoles, la station proposait également des chroniques thématiques (sorties cinéma, agendas culturels, émissions culturelles et parfois « décalées ») ainsi que des émissions « engagées » à tendance libertaire se voulant à contre-courant de « la pensée unique ». 
Parmi les émissions diffusées à l'antenne figuraient ainsi « Faure et reclus à l'Élysée », un programme de débats, « Ateliers pédagogiques », en partenariat avec diverses associations ou « Chemin de traverse », une émission consacrée aux contes et à l'univers du fantastique. La station laissait également une certaine place à la langue, à la culture et aux traditions occitanes à travers son émission « Occitania ».
La musique présentée à l'antenne était sous toutes ses formes. « Le marquis de Sade a des yeux de fille » traite des variétés françaises, « Pop song » de la pop alternative, « Magic mushroom » du rock psychédélique et « Radio sonic » des musiques électroniques. La station diffusait aussi une heure d'information chaque jour (reprise de Radio France internationale).

## Diffusion
Radio Périgueux 103 dispose de deux émetteurs fonctionnant en modulation de fréquence (FM), situés à Périgueux et à Plazac.

## Postérité
Présidée par Mary Heudebourg, l'association Radios Libres en Périgord (RLP) est créée en octobre 2012, avec le projet de lancer une webradio puis une web TV. Le CSA ayant remis les fréquences en attribution en novembre 2012, l'association monte un dossier en urgence et se voir attribuer la fréquence historique 102,3 MHz en mars 2013. Composée d'anciens et de sympathisants de Périgueux 103, l'association RLP lance un appel aux dons et aux subventions publiques, et cherche un local à moindre coût pour diffuser sur les ondes. L'esprit de la radio se veut proche de celui de l'ancienne station : « une radio plus d'expression que d'information, ouverte aux domaines sociaux, économiques et culturels »,,. Avec un budget annuel de 60 000 € en 2016, la radio fonctionne avec la participation de cinquante bénévoles et deux journalistes salariés.